# Apteromantis aptera
Apteromantis aptera (Fuente, 1894) è un insetto mantoideo della famiglia Mantidae.

## Descrizione
È una mantide di colore generalmente verde, ma che può assumere tonalità dal giallo al beige. I maschi sono leggermente più piccoli delle femmine: 27-28 mm di lunghezza rispetto a 28.5-36 mm.
Gli occhi sono fortemente conici, in maniera più accentuata nei maschi. Entrambi i sessi sono atteri cioè privi di ali e tegmine. L'addome dei maschi è retto, con cerci sottili e appiattiti; quello delle femmine si allarga nel terzo distale e presenta una ampia placca sotto-genitale triangolare.

## Distribuzione e habitat
La specie diffusa in Spagna meridionale e centrale e nella parte meridionale del Portogallo.
La specie si incontra in aree incolte e cespugliose ed ha abitudini talvolta terricole.